# Gomphomacromia paradoxa
Gomphomacromia paradoxa – gatunek ważki z rodziny Synthemistidae. Występuje na terenie Ameryki Południowej; spotykany wzdłuż Andów w Chile i Argentynie do wysokości około 1500 m n.p.m.